# Analyse du soutien logistique
Pour les articles homonymes, voir ASL.
L'analyse du soutien logistique (ASL, ou Logistics Support Analysis (LSA) en anglais) est un ensemble d'études réalisées dans les différentes disciplines du soutien logistique intégré permettant de déterminer le système de soutien le plus efficace pour un cout global de possession optimisé par rapport à la disponibilité opérationnelle du système opérant.

## Histoire
L'analyse du soutien logistique fait l'objet d'un standard en 1973 avec la publication de la norme militaire américaine 1388-1. Plusieurs règles générales sont alors établies par le Department of Defense, alors désireux de mettre en place une approche permettant d'améliorer le soutien des systèmes d'arme de l'armée américaine. La norme se divise en deux parties : MIL-STD-1388-1A décrit en détail cette approche tandis que MIL-STD-1388-2B décrit comment stocker ces informations (dans un système tel que celui d'une base de données), les échanger, et vérifier qu'elles se conforment bien au standard.